# Gotlands runinskrifter 309
G 309 är en vikingatida ( senast m 1100-t) bildsten med runinskrift av kalksten i Hangvars kyrka, Hangvars socken och Gotlands kommun.
Bildstenen hittades på kyrkogården och nu är den endast fragmentariska bevarad i Gotlands fornsal varifrån den är deponerad.

## Inskriften
Translitterering av runraden:
leiknar × raist[i × stain × ok × bro × g]ierþi × [-b]tir × leik(u) × faþur × siin × ok × yb[t]ir × linkorm × broþur × siin × ok × ybtir × botu... ...- × siin ...
Normalisering till runsvenska:
Læiknarr ræisti stæin ok bro gærði [æ]ftiʀ Læiku(?), faður sinn, ok æftiʀ Lingorm, broður sinn, ok æftiʀ Bot... ... sinn ...
Översättning till nusvenska:
Leiknar reste stenen och gjorde bro efter Leika(?), sin fader, ok efter Lingorm, sin broder, och efter Bot-..., sin ...
Leiknar kan ha rest också G 300. Brobygge nämns bara på G 203 i Högrän på Gotland. G 309 troligen stod i skogen Forsveden vid vägen mellan Tingstäde och Hangvar. Utrymme för Bot(-ulfʀ, -viðr eller -valdr)s släktskapsförhållande till Leiknar är mycket liten, kanske ryms där ordet māgʀ – svåger.

## Litteratur

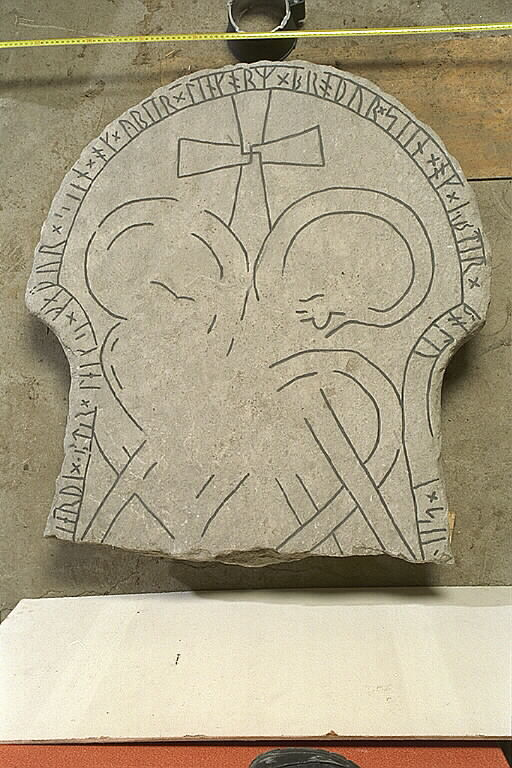